# El sol en los últimos días del Shogunato

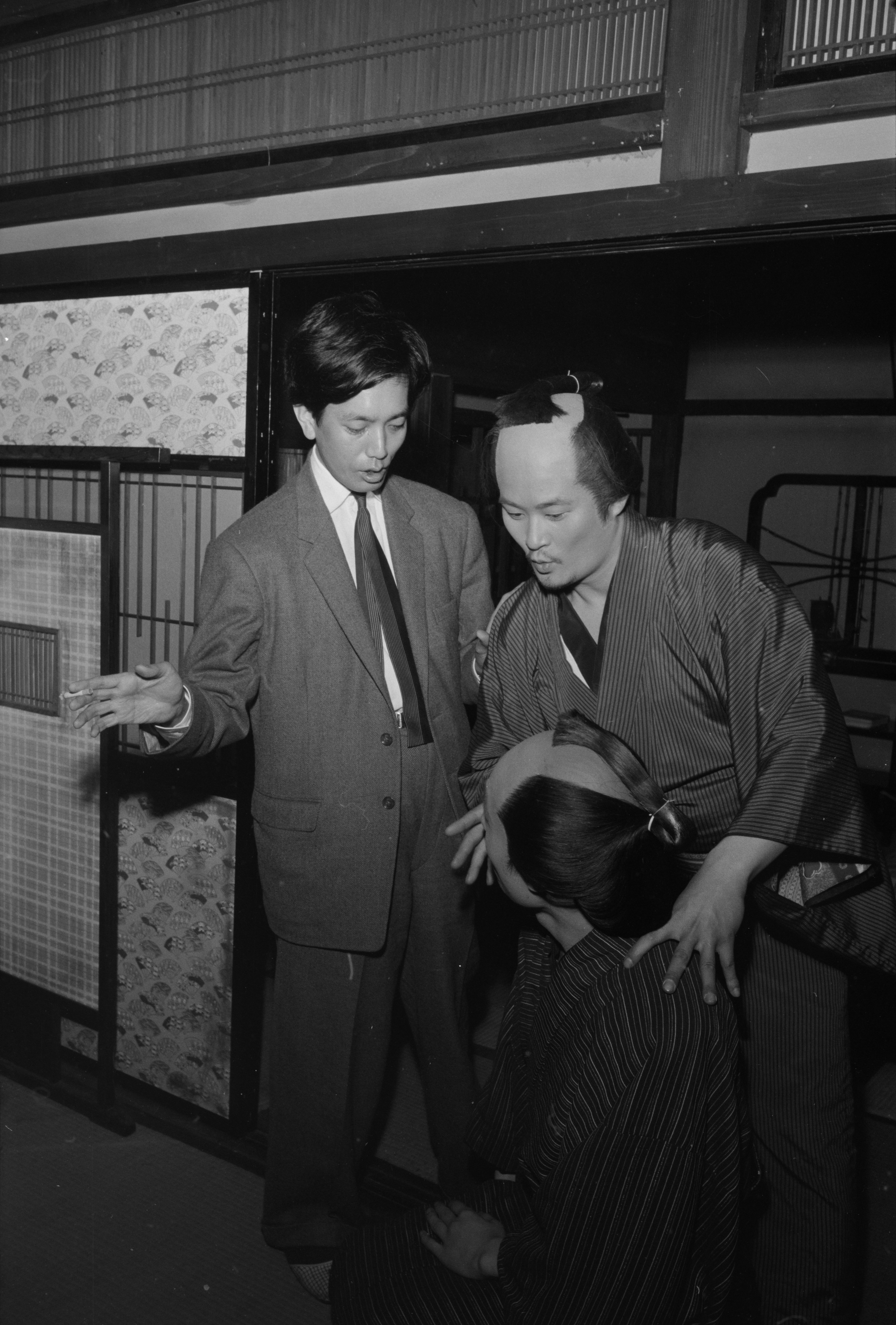
Rodaje de El sol en los últimos días del Shogunato. A la izquierda está el director Yūzō Kawashima; de pie está el actor Frankie Sakai.

El sol en los últimos días del Shogunato (幕末太陽傳 o 幕末太陽伝 Bakumatsu taiyōden?) es una película de comedia japonesa en blanco y negro de 1957 dirigida por Yūzō Kawashima con un guion de Kawashima, Shōhei Imamura y Keiichi Tanaka. Fue votada como la quinta mejor película japonesa de todos los tiempos en una encuesta de 140 críticos y cineastas japoneses realizada por la revista Kinema Junpo en 1999.

## Sinopsis
Está ambientado durante los últimos días de la era Bakumatsu (1862), seis años antes de que el shogun Tokugawa Yoshinobu devolviera el poder al Emperador. La trama se centra en el pícaro Saheiji (interpretado por el comediante Frankie Sakai), que llegó para divertirse con tres amigos. Visitan un burdel en el distrito de entretenimiento de Shinagawa. Después de pasar la noche, se vio obligado a admitir que le faltaba dinero para pagar. Así que debe quedarse para saldar su deuda. Saheiji busca burlar a los habitantes de un burdel para sobrevivir en tiempos difíciles. Mientras tanto, un grupo de samuráis busca acabar a los extranjeros que se crucen en su camino. Saheiji atrae a todos los empleados, desde dueños de burdeles hasta prostitutas, y resuelve con éxito cualquier disputa con los clientes utilizando su brillantez, ingenio y llenándose los bolsillos. Sin embargo, gradualmente resulta que Saheiji, aparentemente amante de la vida, sufre de tuberculosis y su futuro es incierto.

## Reparto
- Frankie Sakai como Saheiji;
- Yōko Minamida como Koharu;
- Sachiko Hidari como Osome;
- Yujiro Ishihara como Takasugi Shinsaku;
- Nobuo Kaneko como Denbei, el dueño del Sagami-ya;
- Masumi Okada como Kisuke;
- Tomio Aoki como Chusuke;
- Shōichi Ozawa como Kinzō, el prestamista de libros;
- Shōbun Inoue como Genta;
- Toshio Takahara como Kaneji;
- Izumi Ashikawa como Ohisa;
- Akira Nishimura como Shinkō;
- Taiji Tonoyama como Kurazō;
- Hideaki Nitani como Shidō Monta (también conocido como Inoue Kaoru);
- Akira Kobayashi como Kusaka Genzui.